# Последний год Беркута
«Последний год Беркута» (1977) — художественный фильм Свердловской киностудии по мотивам романа Н. Доможакова «В далёком аале».

## Сюжет
В хакасской степи бывший красный партизан Фёдор Полынцев находит раненого табунщика. На фоне детективной истории начинает разворачиваться шпионская линия заговора хакасских националистов и белых офицеров с целью захвата бароном Унгерном Минусинска и свержения Советской власти в Хакасии.

## В ролях
- Олег Корчиков — Фёдор Полынцев
- Нуржуман Ихтымбаев — Пичон Почкаев (озвучил Юрий Саранцев)
- Татьяна Савенкова — Варя Полынцева
- Цыден Бадмаев — Аларчон
- Алексей Араштаев — Сагдай
- Каукен Кенжетаев — Хоортай
- Владимир Татосов — Жарков, начальник уездной милиции
- Георгий Дрозд — Харбинка
- Герман Саражаков — Хапын
- Николай Тачеев — Сабис
- Раушан Мукашева — Марик
- Иван Салайдинов — Серге
- Юрий Майнагашев — Апах
- Анатолий Щукин — Губенков